# Adalberto di Prussia (1811-1873)
Adalberto di Prussia (nome completo Enrico Guglielmo Adalberto; Berlino, 29 ottobre 1811 – Karlsbad, 6 giugno 1873) fu un figlio del principe Guglielmo di Prussia e della moglie, la langravia Maria Anna d'Assia-Homburg. Fu un teorico della navigazione ed una ammiraglio della marina; durante il periodo delle ribellioni del 1848, fu un personaggio chiave nel processo di fondazione della prima flotta tedesca unitaria, la Reichsflotte. Negli anni 1850 egli aiutò a costituire la Marina prussiana.

## Biografia
Adalberto era un figlio del principe Guglielmo, fratello minore del re di Prussia Federico Guglielmo III.
Da giovane, Adalberto entrò a far parte dell'esercito prussiano e servì nell'artiglieria; numerosi viaggi, tra il 1826 ed il 1842, lo portarono nei Paesi Bassi, in Gran Bretagna, Russia, Turchia, Grecia e Brasile. Durante i suoi molti spostamenti via mare si rese conto dell'importanza che la potenza navale aveva per una moderna nazione basata sul commercio e l'industria. Studiò attentamente la teoria delle guerre navali e nel biennio 1835-36 scrisse un primo piano per la costruzione di una flotta prussiana. La Prussia, all'epoca, era infatti una potenza di terra, focalizzata sull'Europa continentale, che praticamente non possedeva una sua propria flotta; essa infatti contava sull'alleanza con nazioni quali la Gran Bretagna, i Paesi Bassi e la Danimarca. Durante la prima guerra dello Schleswig, del 1848-51, il fallimento di questa strategia divenne però evidente: Regno Unito e Paesi Bassi rimasero neutrali, mentre la Danimarca divenne un nemico; nel volgere di pochi giorni la marina danese distrusse il commercio marittimo tedesco nel mare del Nord e nel Baltico.
Durante i moti del 1848, l'Assemblea Nazionale Tedesca che si riunì nella Paulskirche a Francoforte, approvò con «una maggioranza che rasentava l'unanimità» il progetto di costituire una flotta imperiale tedesca e nominò il principe Adalberto come guida della Commissione Tecnica Marittima. Egli descrisse le proprie raccomandazioni in un Memorandum sulla costruzione di una flotta tedesca (Denkschrift über die Bildung einer deutschen Flotte, Potsdam, 1848). In questo memorandum, ancor oggi di gran valore per le sue considerazioni di strategia navale, Adalberto distinse fra tre modelli di flotta:
- una forza navale intesa unicamente per scopi difensivi;
- una forza navale offensiva volta alla difesa della nazione e alla protezione del commercio;
- una forza navale indipendente.

Adalberto favorì la seconda soluzione, dal momento che non avrebbe provocato le grandi potenze marittime, come la Gran Bretagna, ma nel contempo avrebbe consentito alla marina tedesca di assumere un grande valore come potenziale alleato.
Nel 1849, suo cugino, re Federico Guglielmo IV, ordinò ad Adalberto di rassegnare le dimissioni dal suo incarico nella nascente marina imperiale; il reazionario monarca aveva sfiduciato l'Assemblea Nazionale a causa della sua natura rivoluzionaria e aveva anche rifiuta la corona imperiale che gli aveva offerto. Ciononostante, Adalberto continuò a fornire un attivo supporto alla costruzione della flotta.
Nel 1852 Adalberto intuì che la Prussia aveva la necessità di costruire una base navale sul mare del Nord; egli organizzò la firma del trattato di Jade del 20 luglio 1853, in base al quale la Prussia ed il Granducato di Oldenburg congiuntamente si ritirarono da una regione sulla costa occidentale della baia in cui sfociava il fiume Jade, dove, a partire dal 1854, la Prussia installò le fortezze, la base navale e la città di Wilhelmshaven.
Il 30 marzo 1854 Adalberto venne nominato ammiraglio della costa prussiana e comandante in capo della marina. Nell'estate del 1856, durante un viaggio di addestramento su navi da guerra, dei pirati gli spararono, ferendolo, al largo della costa del Marocco. Durante la seconda guerra dello Schleswig del 1864, conosciuta anche come guerra danese-prussiana, egli comandò lo squadrone del baltico, anche se non riuscì a giocare un ruolo attivo nel conflitto.
Al termine della guerra franco-prussiana del 1870-1871, che portò alla nascita dell'impero tedesco, Adalberto lasciò il titolo di principe-ammiraglio e si ritirò dalla rinominata Kaiserliche Marine (marina imperiale). Morì due anni più tardi a Karlsbad di una malattia al fegato.
Il 20 aprile 1850, a Berlino, Adalberto si era sposato morganaticamente con la ballerina Therese Elssler (Vienna, 5 aprile 1808 – Merano, 27 novembre 1884), creata il giorno seguente signora di Barnim; il loro unico figlio, Adalbert Johann Baptist von Barnim (Berlino, 22 aprile 1841 – Khartoum, 12 luglio 1860) morì nel 1860 durante una spedizione sul Nilo.

## Antenati
|                                     |                             |                                                | Genitori                                    |  |  | Nonni |  |  | Bisnonni                     |  |  | Trisnonni                       |  |
|                                     |                             |                                                |                                             |  |  |       |  |  | Augusto Guglielmo di Prussia |  |  | Federico Guglielmo I di Prussia |  |
|                                     |                             |                                                |                                             |  |  |       |  |  | Augusto Guglielmo di Prussia |  |  | Federico Guglielmo I di Prussia |  |
|                                     |                             | Sofia Dorotea di Hannover                      |                                             |  |  |       |  |  | Augusto Guglielmo di Prussia |  |  |                                 |  |
| Federico Guglielmo II di Prussia    |                             |                                                |                                             |  |  |       |  |  | Augusto Guglielmo di Prussia |  |  |                                 |  |
|                                     |                             | Luisa Amalia di Brunswick-Wolfenbüttel         | Ferdinando Alberto II di Brunswick-Lüneburg |  |  |       |  |  |                              |  |  |                                 |  |
|                                     |                             | Luisa Amalia di Brunswick-Wolfenbüttel         | Ferdinando Alberto II di Brunswick-Lüneburg |  |  |       |  |  |                              |  |  |                                 |  |
|                                     |                             | Luisa Amalia di Brunswick-Wolfenbüttel         | Antonietta Amalia di Brunswick-Wolfenbüttel |  |  |       |  |  |                              |  |  |                                 |  |
| Federico Guglielmo Carlo di Prussia |                             | Luisa Amalia di Brunswick-Wolfenbüttel         |                                             |  |  |       |  |  |                              |  |  |                                 |  |
|                                     |                             | Luigi IX d'Assia-Darmstadt                     | Luigi VIII d'Assia-Darmstadt                |  |  |       |  |  |                              |  |  |                                 |  |
|                                     |                             | Luigi IX d'Assia-Darmstadt                     | Luigi VIII d'Assia-Darmstadt                |  |  |       |  |  |                              |  |  |                                 |  |
|                                     |                             | Luigi IX d'Assia-Darmstadt                     | Carlotta di Hanau-Lichtenberg               |  |  |       |  |  |                              |  |  |                                 |  |
| Federica Luisa d'Assia-Darmstadt    |                             | Luigi IX d'Assia-Darmstadt                     |                                             |  |  |       |  |  |                              |  |  |                                 |  |
|                                     |                             | Carolina del Palatinato-Zweibrücken-Birkenfeld | Cristiano III del Palatinato-Zweibrücken    |  |  |       |  |  |                              |  |  |                                 |  |
|                                     |                             | Carolina del Palatinato-Zweibrücken-Birkenfeld | Cristiano III del Palatinato-Zweibrücken    |  |  |       |  |  |                              |  |  |                                 |  |
|                                     |                             | Carolina del Palatinato-Zweibrücken-Birkenfeld | Carolina di Nassau-Saarbrücken              |  |  |       |  |  |                              |  |  |                                 |  |
| Adalberto di Prussia                |                             | Carolina del Palatinato-Zweibrücken-Birkenfeld |                                             |  |  |       |  |  |                              |  |  |                                 |  |
|                                     | Federico IV d'Assia-Homburg | Casimiro d'Assia-Homburg                       |                                             |  |  |       |  |  |                              |  |  |                                 |  |
|                                     | Federico IV d'Assia-Homburg | Casimiro d'Assia-Homburg                       |                                             |  |  |       |  |  |                              |  |  |                                 |  |
|                                     | Federico IV d'Assia-Homburg | Cristina di Solms-Braunfels                    |                                             |  |  |       |  |  |                              |  |  |                                 |  |
| Federico V d'Assia-Homburg          | Federico IV d'Assia-Homburg |                                                |                                             |  |  |       |  |  |                              |  |  |                                 |  |
|                                     |                             | Ulrica di Solms-Braunfels                      | Federico Guglielmo I di Solms-Braunfels     |  |  |       |  |  |                              |  |  |                                 |  |
|                                     |                             | Ulrica di Solms-Braunfels                      | Federico Guglielmo I di Solms-Braunfels     |  |  |       |  |  |                              |  |  |                                 |  |
|                                     |                             | Ulrica di Solms-Braunfels                      | Sofia di Solms-Utphe-Laubach                |  |  |       |  |  |                              |  |  |                                 |  |
| Maria Anna d'Assia-Homburg          |                             | Ulrica di Solms-Braunfels                      |                                             |  |  |       |  |  |                              |  |  |                                 |  |
|                                     |                             | Luigi IX d'Assia-Darmstadt                     | Luigi VIII d'Assia-Darmstadt                |  |  |       |  |  |                              |  |  |                                 |  |
|                                     |                             | Luigi IX d'Assia-Darmstadt                     | Luigi VIII d'Assia-Darmstadt                |  |  |       |  |  |                              |  |  |                                 |  |
|                                     |                             | Luigi IX d'Assia-Darmstadt                     | Carlotta di Hanau-Lichtenberg               |  |  |       |  |  |                              |  |  |                                 |  |
| Carolina d'Assia-Darmstadt          |                             | Luigi IX d'Assia-Darmstadt                     |                                             |  |  |       |  |  |                              |  |  |                                 |  |
|                                     |                             | Carolina del Palatinato-Zweibrücken-Birkenfeld | Cristiano III del Palatinato-Zweibrücken    |  |  |       |  |  |                              |  |  |                                 |  |
|                                     |                             | Carolina del Palatinato-Zweibrücken-Birkenfeld | Cristiano III del Palatinato-Zweibrücken    |  |  |       |  |  |                              |  |  |                                 |  |
|                                     |                             | Carolina del Palatinato-Zweibrücken-Birkenfeld | Carolina di Nassau-Saarbrücken              |  |  |       |  |  |                              |  |  |                                 |  |
|                                     |                             | Carolina del Palatinato-Zweibrücken-Birkenfeld |                                             |  |  |       |  |  |                              |  |  |                                 |  |